# Jesús atado a la columna (Alonso Cano)
Jesús atado a la columna es una obra del pintor granadino Alonso Cano que fue realizada durante su primera etapa sevillana, entre 1620 y 1624, cuando apenas contaba con veinte años de edad.La obra ha permanecido en manos de los condes de Aguilar en Sevilla por herencia desde el siglo XVIII y fue puesta en subasta por sus herederos en diciembre de 2023, cuando fue adquirida por la diócesis de Córdoba para ser exhibida próximamente en la Mezquita-catedral de Córdoba.

## Descripción
Con unas dimensiones de 165 por 111 centímetros, esta obra fue realizada poco después de que Alonso Cano terminara de trabajar en los talleres de su maestro Francisco Pacheco en 1616. Parece albergar influencias de Juan del Castillo y especialmente de un joven Diego Velázquez, que comenzó a destacar en Sevilla apenas un año después.
La pintura fue restaurada por Rocío Viguera y Sierra Muñoz en 2007, proporcionando datos significativos de la obra. El lienzo sobre el que se realizó responde al tipo mantelillo o de tela adamascada por el dibujo formado por la trama, utilizado desde el siglo XVI para encargos de cierta relevancia, tal y como usó Velázquez en La imposición de la casulla a San Ildefonso. El estudio de los pigmentos también reveló que se usó la técnica de tierra roja, y las radiografías muestran un halo de albayalde, ambas técnicas muy típicas de la pintura sevillana del siglo XVI. La obra está muy relacionada con el pequeño Cristo de la columna ubicado en la parroquia de Santa María la Blanca de La Campana, también obra de Alonso Cano de 1631.